# Bernhard Emil Vogler
Bernhard Emil Vogler (* 24. März 1832 in Thalau bei Schondra/Rhön; † 9. Januar 1880 in München) war Jurist und von 1864 bis 1867 Bürgermeister der unterfränkischen Stadt Aschaffenburg im Freistaat Bayern.

## Leben
Der Sohn des Volksschullehrers Augustin Vogler und der Agnes Dörflinger besuchte das Gymnasium in Münnerstadt, legte das Abitur, „das Gymnasial-Absolutorium – Übergang an eine Universität oder an ein Lyceum -“ am 31. August 1849 mit „1. Note für vorzüglich würdig, als Primus der Schule“, ab und immatrikulierte sich an der Julius-Maximilians-Universität Würzburg für Philosophie und Jurisprudenz. Er promovierte aber am 15. September 1858 mit „summa cum laude“ an der Universität Erlangen.
Als am 10. August 1864 die feierliche Installation Voglers zum neuen Stadtoberhaupt stattfand, war er bereits mit Margaretha Sophia Jungleib verheiratet.
Am 20. November 1866 konnte Vogler den Bayerischen König Ludwig II. in Aschaffenburg begrüßen. Er begleitete den Monarchen bei seinen Rundgängen, zeigte ihm öffentliche Einrichtungen (Krankenanstalt, Institut der Englischen Fräulein) und stand neben dem Herrscher, als die Bevölkerung bei Schlossbeleuchtung und Feuerwerk ihrem König zujubelten.
Am Tage nach der Abreise König Ludwig II. veröffentlichte das Intelligenzblatt eine Erklärung des Aschaffenburger Bürgermeisters:
„Seine Majestät der König haben unmittelbar vor Allerhöchst ihrer Abreise den Unterzeichneten zur Audienz berufen, die Befriedigung über den Aufenthalt dahier ausgesprochen, und den Auftrag ertheilt, der Bürgerschaft wiederholt den Dank und die Anerkennung für den herzlichen Empfang und die vielfachen Beweise der Liebe und Anhänglichkeit auszusprechen.Ich beehre mich, dieses zur Kenntnis der Einwohner zu bringen.“
Zwei Jahre nach Amtsantritt bat Vogler um eine Rückversetzung an die Regierung von Würzburg aus familiären Gründen. Zum Assessor extra statum bei der königlichen Regierung von Unterfranken und Aschaffenburg ernannt, wurde er am 31. Juli 1867 in einer feierlichen Sitzung verabschiedet. Magistratsrat Heinrich Reuß dankte dem scheidenden Bürgermeister für seine geleistete Arbeit zum Wohl der Stadt, wobei besonders der Einsatz um die Versorgung der Kriegsgefangenen und zur Behebung der gewaltigen Kriegsschäden, die am 14. Juli 1866 durch das Gefecht in der Fasanerie entstanden waren, hervorzuheben ist.
In Abänderung vorheriger Pläne ging Vogler dann doch nicht nach Würzburg; er wurde am 4. Oktober 1867 Regierungsassessor an der  königlichen Regierung von Schwaben und Neuburg. (1871 – 1875). 1876 verließ er endgültig den Untermain und arbeitete bis zu seinem Tode 1880 als Bezirksamtmann für die Kreise rechts und links der Isar in München.
Neben seiner beruflichen Arbeit widmete sich Vogler noch anderen Aufgaben, karitativer und wirtschaftlicher Art. In Hilders in der Rhön wurde auf seine Anregung hin eine „Beschäftigungsanstalt“ gegründet, die „sich auch auf die Unterbringung verwahrloster Kinder erstreckt“ und er setzte sich vorausschauend für den Bau einer Eisenbahnstrecke von Wertheim nach Gemünden am Main ein.
Bernhard Emil Vogler, eine Persönlichkeit, als typischer Repräsentant seiner Zeit. Beispielhaft waren sein Fleiß und seine Zielstrebigkeit, Eigenschaften, die für die Gründerzeit insgesamt prägend geworden sind.
Er erhielt ein Ehrengrab im Münchener Nordfriedhof, das heute noch besteht.

## Auszeichnungen und Ehrungen
- Ritterkreuz I. Klasse des Königlich Bayerischen Verdienstordens vom Hl. Michael
- Ritterkreuz I. Klasse des Großherzoglich Hessischen Verdienstordens Philipp des Großmütigen